# Ladislav Novák (fotbalista)

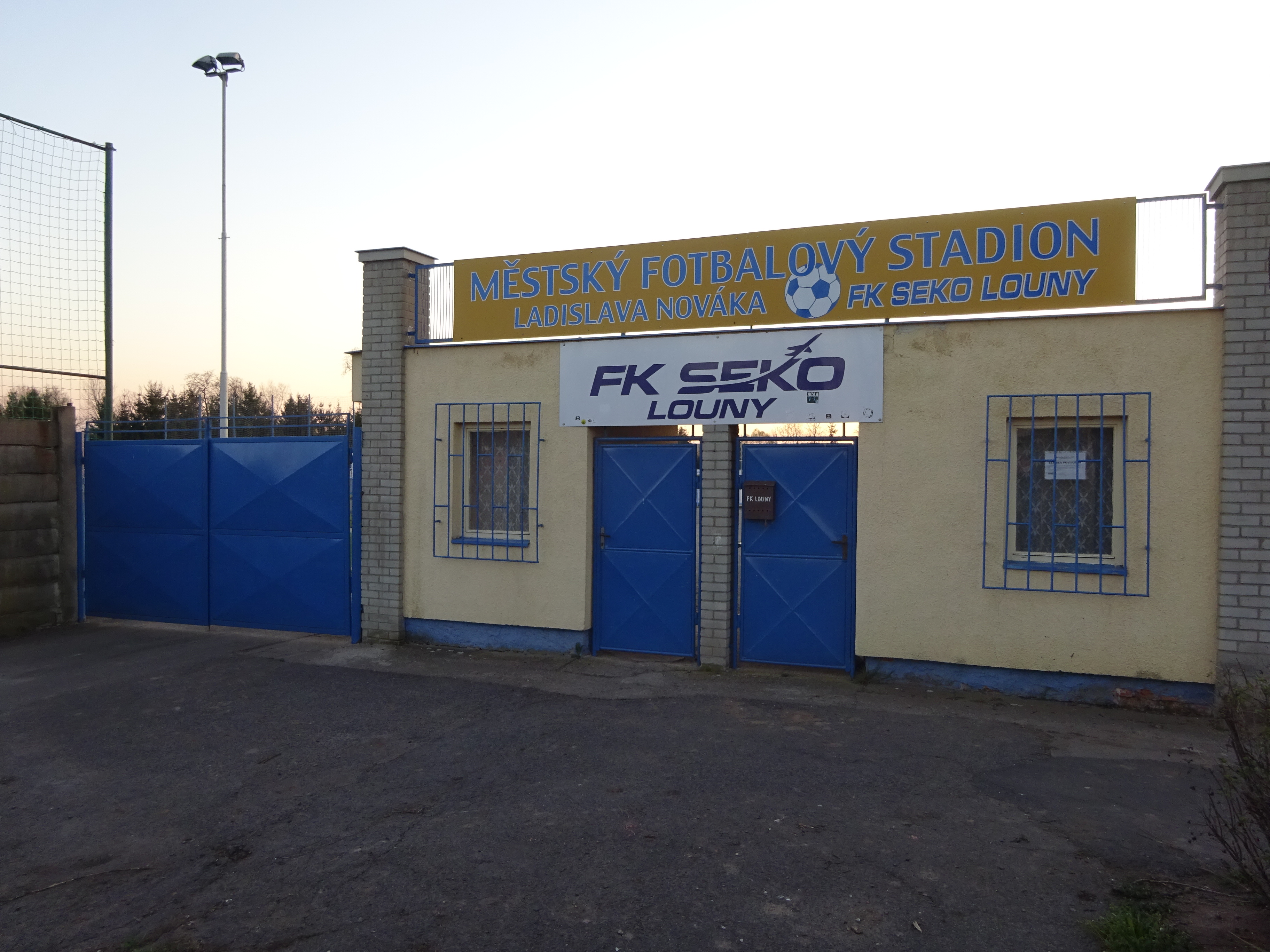
Městský fotbalový stadion Ladislava Nováka v Lounech

Ladislav Novák (5. prosince 1931 Louny – 21. března 2011 Ostředek) byl český fotbalový levý obránce a jeden z nejlepších světových obránců své doby. Po skončení aktivní kariéry působil jako trenér.

## Fotbalová kariéra
Byl dlouholetým hráčem Dukly Praha. Za Československo odehrál 75 utkání (z toho 72 jako kapitán) a vstřelil 1 gól. Zúčastnil se mistrovství světa v letech 1954, 1958 a 1962 a Poháru národů v roce 1960. V roce 1963 si zahrál společně s Josefem Masopustem a Svatoplukem Pluskalem za výběr světa proti Anglii. V roce 1995 byl oceněn doma Cenou fair play a Mezinárodním diplomem v Paříži. V roce 2000 skončil sedmý v anketě o českého fotbalistu století. V československé lize nastoupil ve 312 utkáních, gól v lize nedal.
V Lounech byl po něm pojmenován Městský fotbalový stadion Ladislava Nováka, kde hraje klub FK SEKO Louny.

## Ligová bilance
| Ročník                                    | Zápasy | Góly | Klub        |
| ----------------------------------------- | ------ | ---- | ----------- |
| Mistrovství československé republiky 1952 | -      | 0    | ATK Praha   |
| Přebor československé republiky 1953      | -      | 0    | ÚDA Praha   |
| Přebor československé republiky 1954      | -      | 0    | ÚDA Praha   |
| Přebor československé republiky 1955      | -      | 0    | ÚDA Praha   |
| 1. československá fotbalová liga 1956     | -      | 0    | Dukla Praha |
| 1. československá fotbalová liga 1957/58  | -      | 0    | Dukla Praha |
| 1. československá fotbalová liga 1958/59  | -      | 0    | Dukla Praha |
| 1. československá fotbalová liga 1959/60  | -      | 0    | Dukla Praha |
| 1. československá fotbalová liga 1960/61  | -      | 0    | Dukla Praha |
| 1. československá fotbalová liga 1961/62  | -      | 0    | Dukla Praha |
| 1. československá fotbalová liga 1962/63  | 22     | 0    | Dukla Praha |
| 1. československá fotbalová liga 1963/64  | 8      | 0    | Dukla Praha |
| 1. československá fotbalová liga 1964/65  | 19     | 0    | Dukla Praha |
| 1. československá fotbalová liga 1965/66  | 13     | 0    | Dukla Praha |
| CELKEM 1. československá liga             | 312    | 0    |             |

## Trenérská kariéra
Po skončení kariéry začal trenérskou dráhu, krátce v Jablonci, sedm let v Belgii. V letech 1971–72 vedl spolu s Ladislavem Kačánim národní mužstvo. Na ČMFS vedl určitou dobu trenérskou unii.